# Asasini (sectă islamică)

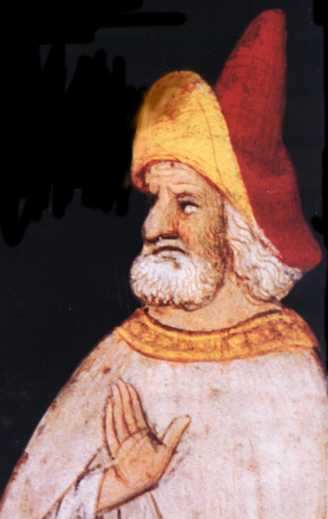
Hasan Ibn Sabbah (1050-1124), „Bătrânul de pe Munte”, Șeicul Asasinilor.

Asasinii, din persană حشیشیون, arabă حَشَّاشِين Hașișiiun adică, „Fumătorii de hașiș”, supranumirea membrilor sectei islamice șiite - a doua ca număr de credincioși șiiți - nizarii (arabă النزاريون Nizariiun), datorită obiceiului acestora care, înainte de a se porni să decapiteze victimele obișnuiau să se dopeze prin fumare și/sau cu o băutură pe bază de hașiș. Raidurile de asasinate, devenite celebre prin cruzimea lor, aveau ca scop implementarea propriilor precepte islamice prin eliminarea fizică a celor presupuși a fi de părere diferită. Ei erau atât de cruzi, încât numele „asasin” (italiană assassino, franceză assassin) a devenit sinonim cu „teroare” și „ucidere”A.

## Istoric
Secta islamică șiită nizară (Nizariiun) provine de la Califul-Imam al-Mustansir Billah din Califatul Fatimid din Egipt, care l-a numit oficial pe primul său fiu, Nizar, ca Imam-Calif moștenitor.

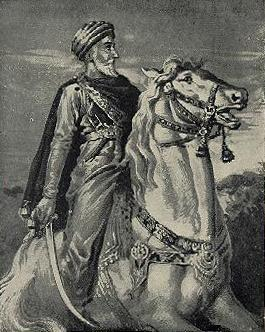
Hasan Ibn Sabbah.

Hasan Ibn Sabbah (1050-1124) (persană حسن صباح), supranumit și „Bătrânul (Înțeleptul) de la Munte” (din arabă „Șeik-al-Jabal”) urmașul lui Rukn-ud-Dīn Khurshāh, (arabă ركن الدين خورشاه, persană رکن‌الدین خورشاه ), fiul lui Ala a-Din Maḥomed al III-lea și al 27-lea imam șiit nizarit, folosind relațiile pe care le avea cu viitorul sultan al Sultanatului medieval Turko-Persan Seliuk Regele Nizam (Nizam el Mulk) și-a organizat prin anul 1094, împreună cu simpatizanți persani, o armată de teroriști, fadaiun, sau  arabă فداء fidaiiun, luptători sinucigași întru islam, „cei care sunt gata să renunțe la viața pământească și să se sacrifice prin luptă pentru a se purifica, pentru a deveni șahid”B, cu care a pornit să  cucerească fortărețe și localități situate pe dealuri și la răscruci de drumuri în vederea creării unui califat nizarit pe teritoriul dintre actualul Iran, Irak, Siria, Liban și până la Sultanatul Otoman.
Acești fidaiiun nizariți, denumiți de alți musulmani hașișiun („fumătorii de  hașiș”), recrutați din cadrul populației nizarite, datorită îndoctrinării și exaltării religioase, cruzimii extreme și curajului bazat pe inconștiența drogatului, au obținut o serie de victorii și cuceriri.

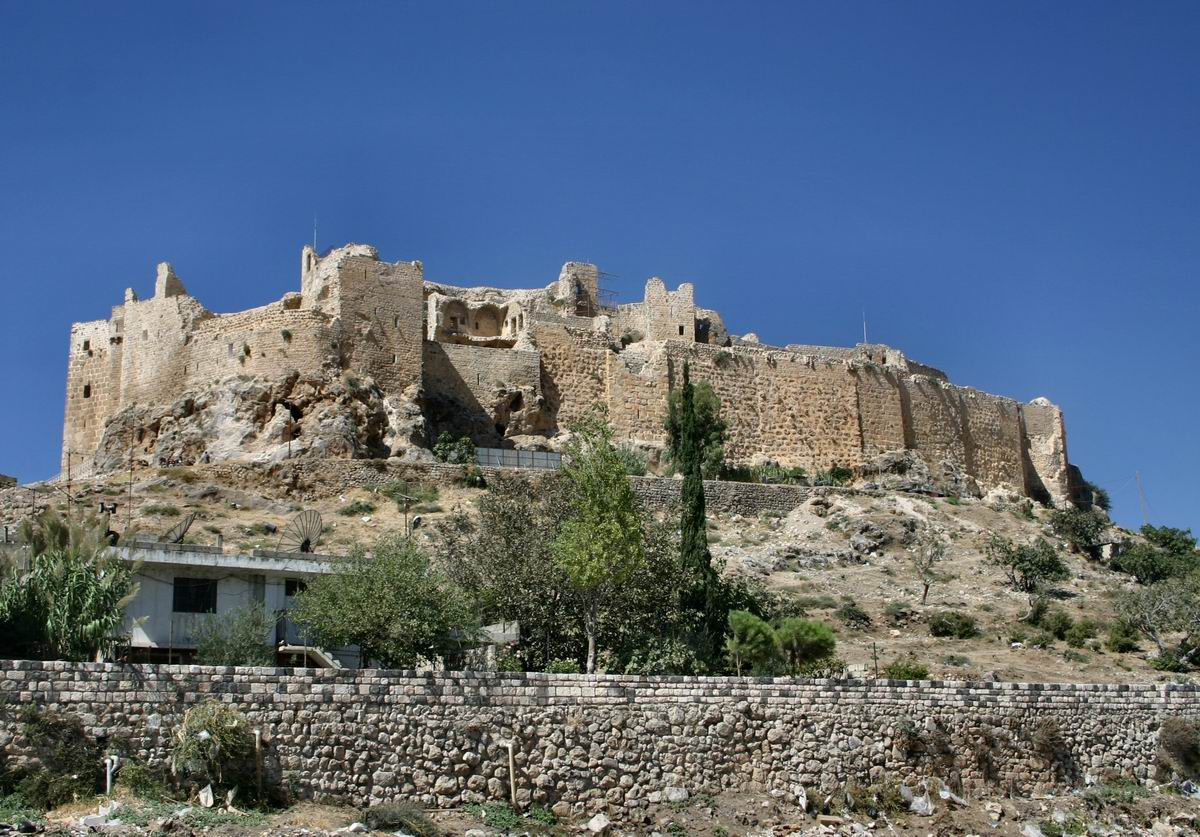
Fortăreața Masyaf, pe muntele Nusairiia (Siria actuală), deținută de Hasan Ibn Sabbah, „Bătrânul de pe Munte”.

Hasan a cucerit fortăreața muntoasă de la Alamut de pe țărmul Mării Caspice, în Iran, unde a definitivat noua sectă ismaelită șiită a Asasinilor apoi, pornind de la Alamut, Hasan, Rașid a-Din Sinan și Nizariții s-a stabilit pe la începutul sec. al XII-lea, îmtre 1134 și 1140, în fortăreața bizantină Masyaf, care controla drumurile est-vest, între El Hama și Banias și nord-sud, între Antiohia și Homs. Teritoriile din jurul fortăreții erau denumite „Teritoriile Asasinilor”.

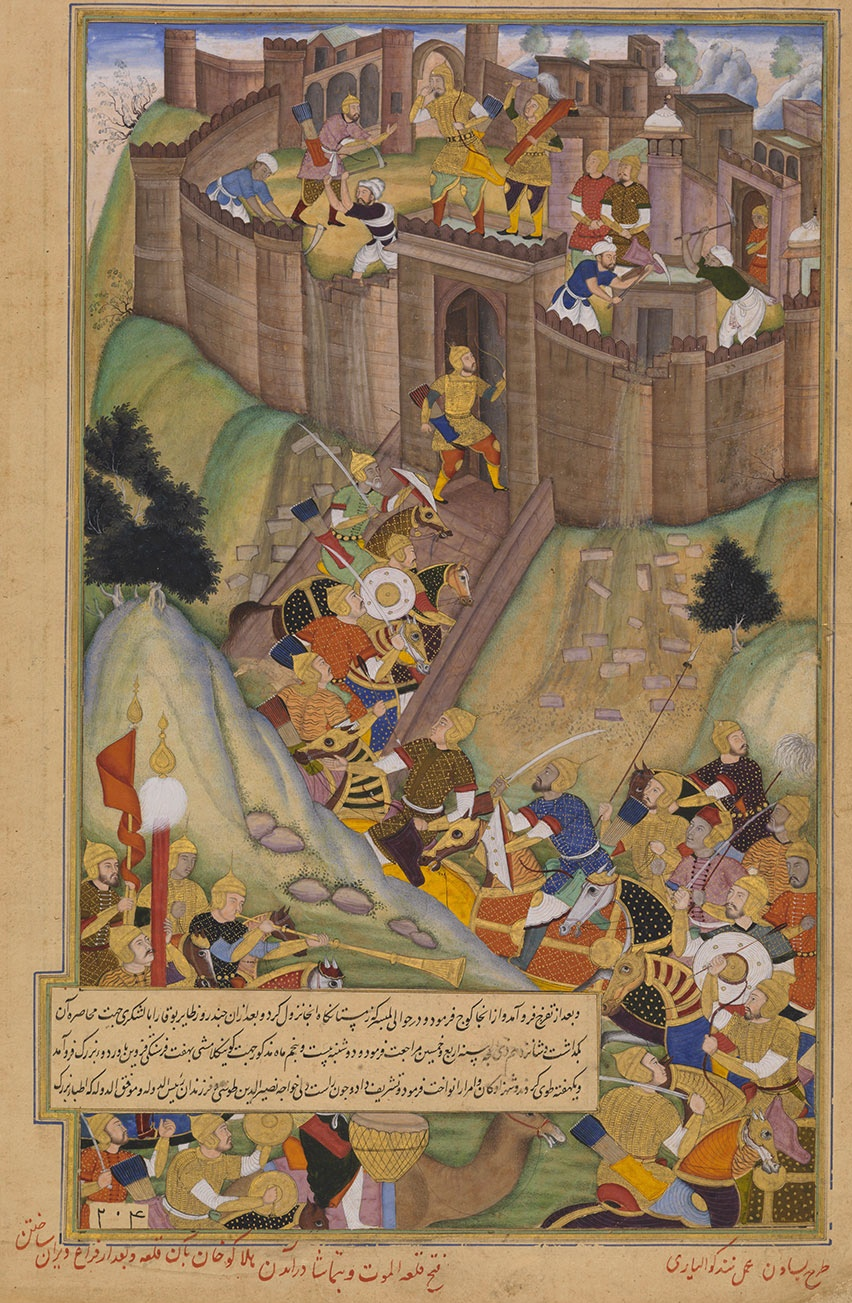
Fortăreața Asasinilor Alamut, miniatură persană din sec. al XV-lea.

În 1163 Rașid a-Din Sinan a devenit conducătorul sectei. Au urmat o serie de ciocniri, alianțe tactice și chiar perioade de pace între nizariți, suniți și creștini.

## Controverse
Cruzimea, folosirea de hașiș și raidurile de asasinate în numele islamului au fost negate cu vehemență de autori precum istoricul iranian Farhad Daftary

Conform cu istoricul mason Albert MacKey, în calitatea sa de Mare Maestru masonic, Hassan a creat un sistem de ucenici, calfe și maeștri în ale meseriei, sistem ce a fost comparat mai târziu cu gradele masonice. Acesta mai susține că: „...asasinii, a căror legătură cu Templierii a fost dovedită pe baza documentelor istorice existente, s-ar putea să fi exercitat o oarecare influență asupra acestora servindu-le ca model sau cel puțin sugerându-le unele dintre dogmele și ceremoniile lor esoterice (...) în diverse etape ale istoriei lor, Templierii au încheiat diverse tratate și acorduri de prietenie cu Asasinii; putem crede că în acele perioade în care războiul nu se dezlânțuia cu maximă intensitate, este posibil ca între cele două Ordine să se fi desfășurat schimburi reciproce de vizite și conferințe”.

## Decădere
„Bătrânul de pe Munte”, Hasan, a fost ucis de fiul său, Mohamed care, la rândul lui, a fost otrăvit de către fiul său, care aflase de planul pus la cale de Mohamed pentru a-l ucide.
Prin 1250, hoardele invadatorilor mongoli au capturat și ultima fortăreață a Asasinilor, eliminând practic Ordinul de pe scena istoriei dar, grupe de Asasini și Fidaiun există și azi în Orientul Mijlociu.